# Казахстан. Национальная энциклопедия
Казахстан. Национальная энциклопедия (каз. «Қазақстан»: Ұлттық энциклопедия) — универсальное энциклопедическое издание на казахском языке. Энциклопедия состоит из 10 основных томов, а также 5 томов русскоязычной версии и справочника на английском языке.

## История
В 1967 году была создана «Главная редакция Казахской советской энциклопедии» (ныне «Казахская энциклопедия» — «Қазақ энциклопедиясы»),
которая в 1972—1978 годах выпустила «Казахскую советскую энциклопедию» в 15 томах (12 основных томов), на её основе в 1998—2007 годах по инициативе президента Республики Казахстан Нурсултана Абишевича Назарбаева и была составлена Национальная энциклопедия «Казахстан». Отпечатана в Алма-Ате.
Главным редактором первых чётырёх основных томов является академик, доктор философских наук Абдималик Нысанбаевич Нысанбаев. Главный редактор последующих томов и русской версии — историк Буркитбай Аяган. В составлении словника энциклопедии приняли участие казахские учёные: Ж. Сыдыков, А. Байбатша, Б. Комеков, К. Серикбаев, О. Смагулов, Т. Габитов, Х. Халиков, С. Борбасов, К. Окаев, К. Жарыкбаев, М. Татимов, Н. Омашев, А. Бекенов, Ж. Исмухамбетов, Ф. Баймбетов, А. Алдашев, М. Алшынбаев и другие.

## Лицензирование
24 июня 2011 года издательство «Қазақ энциклопедиясы», которому принадлежат права на энциклопедию, разрешило её свободное распространение под лицензией CC-BY-SA. Всё содержимое казахской версии было залито в Казахскую Википедию в 2011—2012 годах. Заливка русской версии началась 16 сентября 2014 года.

## Содержание

### Основные тома

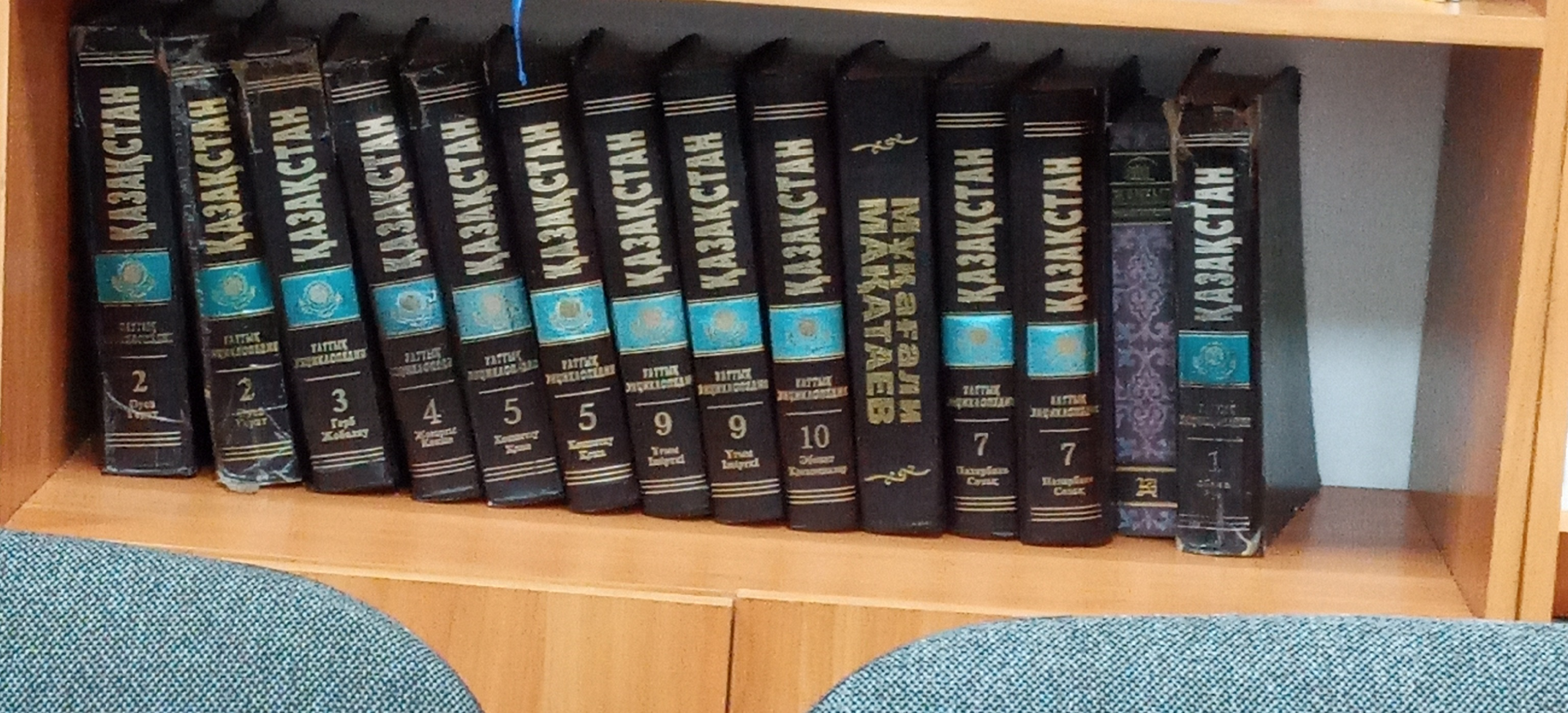

| Том | Название | Год издания | Страниц | ISBN               |
| --- | -------- | ----------- | ------- | ------------------ |
| 1   | А — Ә    | 1998        | 720     | ISBN 5-89800-123-9 |
| 2   | Ә — Г    | 1999        | 720     | ISBN 5-89800-134-4 |
| 3   | Г — Ж    | 2001        | 720     | ISBN 5-89800-149-2 |
| 4   | Ж — К    | 2002        | 718     | ISBN 5-89800-157-3 |
| 5   | К — Қ    | 2003        | 719     | ISBN               |
| 6   | Қ — Н    | 2004        | 696     | ISBN 9965-9389-7-0 |
| 7   | Н — С    | 2005        | 728     | ISBN 9965-9746-5-9 |
| 8   | С — У    | 2006        | 704     | ISBN 9965-9908-4-0 |
| 9   | Ұ — І    | 2007        | 688     | ISBN 9965-893-10-1 |
| 10  | Э — Я    | 2007        | 704     | ISBN 9965-893-11-X |

### Русская версия
Всего примерно 12555 статей.
| Том | Название | Год издания | Страниц | Статей | ISBN               |
| --- | -------- | ----------- | ------- | --- | ------------------ |
| 1   | А — В    | 2004        | 560     | 2935, из них: А — 1589, Б — 987, В — 359                                                                    | ISBN 9965-9389-9-7 |
| 2   | Г — Й    | 2005        | 560     | 2389, из них: Г — 645, Д — 414, Е — 188, Ж — 429, З — 222, И — 436, Й — 4                                   | ISBN 9965-9746-3-2 |
| 3   | К — M    | 2005        | 560     | 2209, из них: К — 1595, Л — 249, М — 365                                                                    | ISBN 9965-9746-4-0 |
| 4   | М — С    | 2006        | 560     | М — ?, О — ?, П — ?, Р — ?, М — ?, Т — ?                                                                    | ISBN 9965-9908-6-7 |
| 5   | С — Я    | 2006        | 560     | С — ?, Т — ?, У — 232, Ф — 203, Х — 166, Ц — 104, Ч — 112, Ш — 311, Щ — 10, Ы — 15, Э — 150, Ю — 36, Я — 56 | ISBN 9965-9908-5-9 |

## Критический анализ
Согласно анализу казахского общественного деятеля Данияра Наурызбаева, особенностью энциклопедии является использование источников лишь на русском и казахском языках без привлечения узких специалистов по многим описываемым областям знаний; также отмечена слабая информационная наполненность статей и недостаточный тематический охват, в том числе собственно казахской тематики (например, отсутствуют статьи о премьер-министре (1994—1997) Казахстана и оппозиционере Акежане Кажегельдине и советско-российском филологе Викторе Максимовиче Жирмунском, который внёс фундаментальный вклад в исследование общетюркского эпоса). Большое количество содержащихся в энциклопедии изображений взяты из внешних общедоступных источников и не являются оригинальными.

### Замеченные ошибки и огрехи
- В статье «Гептнер Владимир Георгиевич» неверно указан год рождения: вместо 1901 проставлен 1902.
- В статье «Данилевский, Николай Яковлевич» неверно указана дата смерти: вместо 7 ноября (19 ноября) 1885 года указано 19 ноября 1885 года.
- В статье «Жиров Василий» сказано, что тот на чемпионате мира по боксу 1995 года, прошедшем в Берлине, завоевал серебряную медаль, вместо бронзовой; также указан неверный год чемпионата — 1993[4].
- В статьях «Казыбек Келдибекулы»[5] и «Толе би Алибекулы»[6] на две персоны приведена одна и та же иллюстрация.